# Westphälisch-ostfriesische Landwehr
Die Westphälisch-ostfriesische Landwehr wurde 1813 für die Befreiungskriege gegen Napoleon Bonaparte aufgestellt. Sie bestand aus fünf Infanterie-Regimentern.

## Geschichte
Nach der Schlacht bei Jena und Auerstedt (1806) kam Ostfriesland zum Königreich Holland und damit unter französischen Einfluss. Ab 1810 gehörte es als Département Ems-Orientale unmittelbar zum ersten Kaiserreich Frankreich. 1811 wurden die ersten ostfriesischen Rekruten für die Grande Armée ausgehoben. Die niederländische und französische Herrschaft endete nach Napoleons Niederlage im Russlandfeldzug 1812, als die Ostpreußische Landwehr im Winter 1813 die Fremdherrschaft abzuschütteln begann. 
Als die französischen Soldaten aus Ostfriesland abzogen, rief König Friedrich Wilhelm III. alle wehrfähigen Männer in Ostfriesland auf, in die Landwehr (Militär) oder in den Landsturm einzutreten. Unzählige Freiwillige meldeten sich bei den Sammelstellen. Auf dem Blücherplatz in Norden (Ostfriesland) wurde das Ostfriesische Freiwilligen Jäger Détachement zusammengestellt und später durch Abteilungen aus Tecklenburg und Lingen (Ems) ergänzt. Kommandeur wurde der Major Karl Friedrich Friccius.

### Gegenseitige Hilfe
Die Krone Preußen verband das (napoleonische) Königreich Westphalen und Ostfriesland zum Generalgouvernement zwischen Weser und Rhein. Als preußische Truppen in den Jahren 1813 bis 1815 erneut in Ostfriesland einzogen, wurden die alten Grenzen Ostfrieslands wieder hergestellt. Ostfriesische Soldaten nahmen an der Schlacht bei Ligny und Belle-Alliance (Waterloo) teil.
Das 3. Westfälische Landwehr-Infanterie-Regiment gehörte zur 3. Brigade unter Generalmajor von Friedrich Wilhelm von Jagow des I. Armee-Korps unter Generalleutnant Hans Ernst Karl von Zieten. Nach der Völkerschlacht bei Leipzig, im November 1813, ersetzten ostfriesische Landwehr-Männer die schweren Verluste der Ostpreußischen Landwehr.

### Zug nach Frankreich
Nach der Aufstellung der Freiwilligentruppe und Feldübungen in Norden im Juni 1815 marschierten die Rekruten über Hage nach Aurich, wo weitere dienstfähige junge Leute sich anschlossen. Am 20. Juni erreichte das Bataillon Lingen. Dort verstärkte ein weiteres Kontingent aus dem Emsland und aus dem Tecklenburger Land das Aufgebot. Auf dem Weitermarsch passierte die Abteilung Wesel und gelangte Ende August 1815 nach Le Neubourg in der Normandie. Weitere Stationen waren St. Quentin in der Picardie, Cambrai und Mons. Auf dem Rückmarsch kampierte die Truppe am 21. Januar 1816 in einer Sammelstelle bei Bochum, von wo aus die Landsleute in Gruppen entlassen wurden.